# Above (álbum de Samael)
Above es el noveno disco de estudio de la banda de metal suiza Samael.
Vorph, el cantante, guitarra, compositor y líder de la banda dijo que su siguiente disco iba a ser una “versión aumentada de sus tres primeros trabajos”. Así nace en el 2009 Above, un disco de black metal “Old School” algo melódico (muy poco, pese a tener sintetizadores estos se oyen de fondo y apenas se perciben), alejándose del sonido industrial de sus álbumes más recientes,
De regalo para sus fanes más antiguos, el disco resultó ser, tal vez más crudo que sus primeros discos. El título podría corresponder a un fragmento de la famosa frase de la Tabla de Esmeralda de Hermes (Thoth) Trimegisto “Como es arriba es Abajo” (“As Above, So Below”). Y si se observa además el título de sus temas (en consonancia con el título del disco) están haciendo una apología del Nuevo Orden Mundial que (probablemente) vendrá tras la crisis mundial (Samael han aparecido en numerosos directos con la imagen de la pirámide iluminati).

## Listado de canciones
1. Under One Flag - 03:43
2. Virtual War - 04:04
3. Polygames - 03:55
4. Earth Country - 03:55
5. Illumination - 03:31
6. Black Hole - 03:38
7. In There - 04:01
8. Dark Side - 03:30
9. God's Snake - 04:07
10. On the Top of It All - 04:42. otra manera de decir Above: por encima.

## Formación
- Vorph: Voz, Guitarras
- Makro: Guitarras
- Masmiseîm: Bajo
- Xy: Batería, Percusión, Teclados, Sintetizadores, Programación